# I misteri della giungla nera (film)
I misteri della giungla nera è un film del 1965 diretto da Luigi Capuano.